# Oceanografia fisica

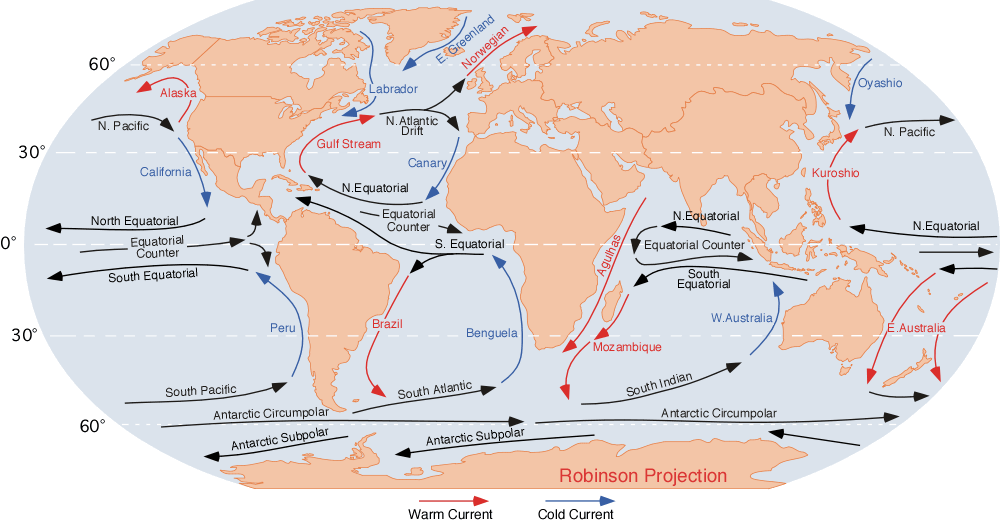
Mappa delle correnti oceaniche

L'oceanografia fisica è una branca dell'oceanografia che studia le condizioni e i processi fisici che riguardano l'oceano, con particolare attenzione ai movimenti e alle proprietà fisiche delle acque oceaniche. 

## Fondamenti fisici
Il pioniere di questa disciplina, Matthew Fontaine Maury, disse nel 1855: Il nostro pianeta è ricoperto da due oceani, uno visibile e l'altro invisibile, uno sotto di noi e l'altro sopra la nostra testa, uno che l'avvolge e l'altro che ricopre circa i due terzi della sua superficie. Il ruolo fondamentale degli oceani nel processo di formazione della Terra è ormai oggetto di studio di ecologi, geologi, meteorologi, climatologi e geografi e da altri studiosi interessati agli aspetti fisici del nostro pianeta.
Con una stima approssimativa possiamo tuttavia affermare che circa il 97% delle acque che ricoprono la terra sono composte da oceani. E gli oceani sono la fonte principale del vapore acqueo che si condensa nell'atmosfera e ricade sulla terraferma sotto forma di pioggia o neve.
La incredibile quantità di calore specifico influenza enormemente il clima terrestre, mentre l'assorbimento dei vari gas terrestri determina in gran parte la composizione dell'atmosfera.
L'influenza degli oceani è visibile addirittura nel processo di formazione delle rocce vulcaniche e dei gas vulcanici così come del magma creati in gran parte dal fenomeno della subduzione. La profondità degli oceani è notevolmente superiore all'altezza dei continenti, un esame della curva isografica della Terra mostra che l'altezza media della superficie della terraferma è di circa 840 metri, mentre la profondità media degli oceani è di circa 3.800 metri. Tuttavia, sia per i continenti che per gli oceani, i valori estremi, ovvero le montagne terrestri e le fosse oceaniche, sono relativamente rari.

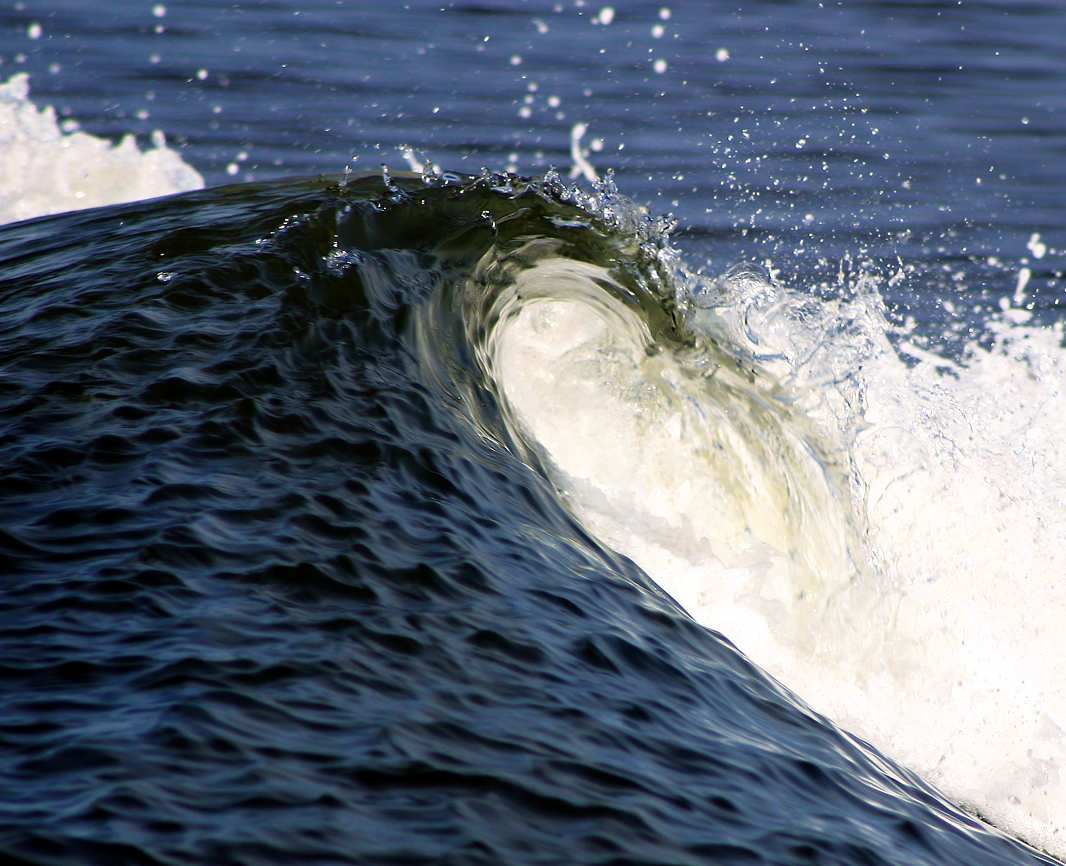
Onda marina

| Oceano               | Area (106km²) | Volume (106km³) | Profondità media (m) | Profondità massima (m) |
| Oceano Pacifico      | 165.2         | 707.6           | -4282                | -10911                 |
| Oceano Atlantico     | 82.4          | 323.6           | -3926                | -8605                  |
| Oceano Indiano       | 73.4          | 291.0           | -3963                | -8047                  |
| Mari antartici       | 20.3          |                 |                      | -7235                  |
| Mare glaciale artico | 14.1          |                 | -1038                |                        |
| Mare Caraibico       | 2.8           |                 |                      | -7686                  |

## Temperatura, salinità e densità
Poiché la maggior parte della massa d'acqua degli oceani si trova negli abissi, la temperatura media dell'acqua marina è relativamente bassa, circa il 75% dell'acqua degli oceani ha una temperatura che varia dagli 0° ai 5 °C, mentre la loro salinità va dai 34 ppt ai 35 ppt.
Una maggiore differenza si può riscontrare tuttavia nella temperatura della superficie oceanica, che va dalle temperature sotto lo 0° delle regioni artiche fino ai 35° dei mari tropicali, e così il grado di salinità che può variare da 10 a 41 ppt.
Lo studio della temperatura degli oceani si serve di una suddivisione verticale di tre livelli, un livello misto di superficie, dove i gradienti sono bassi, un livello detto termoclino molto sottile dove i gradienti sono alti, e un ultimo livello stratificato rappresentato dagli abissi.